# Ethelyn
Ethelyn – polska grupa muzyczna wykonująca melodic death/black metal, powstała w 1995 roku w Opocznie.

## Historia
W sierpniu 1998 roku zespół zarejestrował w sanockim Manek Studio debiutanckie demo noszące tytuł Soulerosion. Realizacją tego nagrania zajął się Arek „Malta” Malczewski, współpracujący obecnie z Behemoth. Po kilku zmianach w składzie, w 2004 roku zespół nagrał swój pierwszy album zatytułowany Traces Into Eternity w będzińskim Mamut Studio. Wkrótce po nagraniu grupa wraz z Nemrod wydała własnym sumptem split-album Hatred Complete, zawierający cztery utwory zarejestrowane podczas sesji w Mamut Studio, w tym unikalną wersję utworu Yearnings w polskiej wersji językowej.
W roku 2008 Brewery Distro wydaje pierwszy album zespołu Traces Into Eternity, zawierający ponad 40 minut agresywnego i melodyjnego black/death metalu.
W 2 lata później, w roku 2010 zespół wydaje kolejny pełny album zatytułowany Devilicious. Wydaniem tego materiału zajęło się wydawnictwo muzyczne Psycho Records. Tuż przed premierą swojej drugiej pełnej płyty, zespół przystępuje do realizacji kolejnego materiału. Materiał zarejestrowany pod nazwą No Glory To The God ukazał się w listopadzie 2012 roku za sprawą Wydawnictwa muzycznego Psycho Records.

## Dyskografia

### Albumy studyjne
- Traces Into Eternity (2008)
- Devilicious (2010)
- No Glory To The God (2012)
- Impure Incitements (2018)

### Kompilacje i splity
- Blood To Come vol. 8 (1998)
- Keep Polish Underground Alive vol. 2 (1998)
- Horna compilation (1998)
- Burnung Abyss #4 (1999)
- European Deathophobia vol. 2 (1999)
- Diabolical Serenade (1999)
- Along The Sinister Path II (1999)
- Hatred Complete (2006)
- Budząc zmarłych[2] (2013)

### Dema
- Soulerosion (1999)